# マジック・キングダム
マジック・キングダム (英語:Disney Magic Kingdom、略称:MK) は、アメリカ合衆国フロリダ州オーランドのウォルト・ディズニー・ワールド・リゾートにある4つのディズニーパークの内の1つである。

## 概要
ウォルト・ディズニー・ワールド・リゾートと共に、1971年10月1日に開園。所有権、及び運営権はディズニー・エクスペリエンスを通じてウォルト・ディズニー・カンパニーにある。シンボルは中央に位置するシンデレラ城。2005年から2006年にかけて、カリフォルニア州のディズニーランドの開園50周年を記念し、シンデレラ城を巨大なステンドグラスや彫像などでデコレーションしていた。
後の1983年4月15日に開園した東京ディズニーランドのモデルになっており、シンデレラ城をはじめ、多くの建物やアトラクションは東京のものと共通している。
世界のディズニーランドの中でも、唯一の「ディズニーランドという名を付けないディズニーランド型パーク」である。そのためマジック・キングダムは非公式にフロリダディズニーランド、オーランドディズニーランドと呼ばれることもある。
完成した時の面積は40万m²しかないが（東京ディズニーランド完成当初の面積は44万m²）、長い年月を経て今の53万m²までに拡張し、東京ディズニーランドの51万m²を超えるようになった。

## 歴史
ウォルト・ディズニーが進めていたフロリダ州オーランドにテーマパークを作るフロリダ・プロジェクトをウォルトが1966年に死去してから、ウォルト・ディズニー・カンパニーがマジック・キングダムを作る事を1967年に決定した。その後、ウォルトの兄であるロイ・O・ディズニーらが転換社債を発行し、無借金でマジック・キングダムを建設し、1971年10月1日に開園した。その後、ウォルト・ディズニー・ワールド・リゾートに次々とテーマパークやホテルが出来て拡大していき、このマジック・キングダムはその中心核となっている。

## パーク
園内は6つの「テーマランド」に分かれている。

### テーマランド一覧

#### メインストリートUSA
ディズニーランドのメインストリートUSAは1900年代初頭のアメリカの小さな町（ウォルト・ディズニーが少年時代を過ごしたミズーリ州マーセリンがモデル）をモチーフとしたエリアだが、ここではそのコンセプトを更に発展させ、より華やかな古き良きアメリカを再現している。アトラクション、物販、飲食の様々な施設のみならず、パーク全体のサービス施設の多くがここに集中している。パーク情報や日本語翻訳機（トランスレーター）の貸し出しを行っているCity Hall（ゲストリレーションズ）もある。日本人キャストも働いており、外貨両替も行ってくれる。東京ディズニーランドのワールドバザールにあたる場所だが、東京のような屋根は無く（これは、ロサンゼルスやフロリダは、東京と異なり雨が少ないため）、さらにメインストリートに入る前に「タウンスクエア」と呼ばれる広場があり園内を一周する鉄道の発着駅があるなど、その構成には違いがある。また建物はほぼ全て2階建てとなっているが、2階部分は一般には公開されていない。

#### アドベンチャーランド
冒険を舞台にしたテーマランドで、「ジャングルクルーズ」などのアトラクションがあるメインエリアと「カリブの海賊」を中心にした「カリビアンプラザ」から成る。

#### フロンティアランド
アメリカ開拓時代がモチーフで、「ビッグサンダー・マウンテン」や「スプラッシュ・マウンテン」などのアトラクションがある。東京ディズニーランドのウエスタンランドにあたるエリアである。

#### リバティー・スクエア
「ホーンテッドマンション」などのアトラクションがある。本来はディズニーランドのメインストリートUSAの裏手に造る予定だった「リバティーストリート」として発案されたものが発展して一つのテーマランドになった。便宜的に独立したテーマランドだが隣接するフロンティアランドと景観的にはほぼ一体化した構成になっている。ディズニーランドではこれに相当するエリアは「ニューオーリンズ・スクエア」であるが、こちらはモチーフとしている町がニューオリンズなので「ホーンテッドマンション」がある以外「リバティー・スクエア」とのデザイン的な共通点はない。東京では「ホーンテッドマンション」がファンタジーランドにある他は、その施設のほんの一部がウエスタンランドに取り込まれているのみである。

#### ファンタジーランド
おとぎの世界がモチーフ。「イッツ・ア・スモールワールド」などの他、「ピーターパン空の旅」、「プーさんの冒険」などディズニー映画をテーマにした多くのアトラクションがあり、中世ヨーロッパのフェスティバルをテーマにした建物が並ぶ。マジック・キングダムのシンボルであるシンデレラ城はここに位置している。
2012年12月6日にミッキーのトゥーンタウン・フェア跡地を利用して拡張しリニューアルオープンされた。「エンチャンテッド・フォレスト」と「ストーリーブック・サーカス」の2つのエリアから成る。

#### トゥモローランド
最先端の近未来がモチーフのテーマランド。「スペース・マウンテン」や「バズ・ライトイヤーのスペースレンジャースピン」などのアトラクションがある。

### 過去に存在したテーマランド

#### ミッキーのトゥーンタウン・フェア
ディズニーのキャラクターたちが住んでいる街として作られている。最初は「ミッキーのバースデーランド」として期間限定でオープンし（1988年6月18日）、後に「ミッキーのスターランド」に改められ（1990年5月26日）、1996年に再び改称されて、ミッキーのトゥーンタウン・フェア。2012年12月に完成した新ファンタジーランドのために2011年2月にクローズした。

## 今後の計画
- 2022年9月11日のD23 Expoでビッグサンダー・マウンテン以北のアメリカ河を含めたエリアの開発計画が初期段階ではあるが存在すると発表[1]。アイデアとしては映画「リメンバー・ミー」や「ミラベルと魔法だらけの家」、ディズニー・ヴィランズも候補であると語った。2024年8月10日のD23 Expoでフロンティアランドを拡張し、映画「カーズ」をテーマとするミニエリアを建設予定と発表。場所はアメリカ河とトムソーヤ島の跡地になると発表[2]。アトラクションは2つ建設される予定で、1つは山道を走破するレースをテーマとしたライドアトラクションになる予定。2025年から工事開始の予定[3]。2025年6月3日、「カーズ」がテーマのミニエリアの名前が「ピストン・ピーク国立公園（Piston Peak National Park）と名付けられることが発表された[4]。これに伴い、7月7日にアメリカ河とトムソーヤ島、リバティ・スクエア・ボートを7月7日にクローズと発表。
- また、ディズニー・ヴィランズをテーマとしたエリアを建設予定と発表。登場予定のキャラクターとして、「眠れる森の美女」のマレフィセントや「白雪姫」のウィキッド・クイーン、「101匹わんちゃん」のクルエラ・ド・ヴィル、「ヘラクレス」のハデス、「アラジン」のジャファー、「美女と野獣」のガストン、「ファンタジア」のチェルナボーグなど13人のヴィラン[5][6]が発表された。2つのアトラクション以外にダイニング施設が含まれる予定[7]。